# タイムパラドクスゴーストライター
『タイムパラドクスゴーストライター』は、伊達恒大・市真ケンジによる日本の漫画。『週刊少年ジャンプ』（集英社）において、2020年24号から同年39号まで連載された。

## あらすじ
漫画家としてのプロデビューを目指している青年 佐々木 哲平は、漫画家としてのプロデビューを目指しながらも芽が出ない日々を過ごしていた。ガムシャラに新作ネームを提出し続ける哲平であったが、担当の菊池から何度目かも分からない全ボツを食らい、夢を諦めかけていた……。
そんなある日、自宅アパートに落雷が直撃して、電子レンジがタイムマシンへと変貌、「10年後の週刊少年ジャンプ」が転送されてくる。そのジャンプに掲載されていた新連載『ホワイトナイト』に、哲平は衝撃的な感銘を受ける。しかし読んだ直後に、そのジャンプを家具の隙間に落としてしまった事から、すべて夢だったと勘違いしてしまう。
その後、落雷で延焼したアパートを放置して実家へと帰省した哲平は、夢で見た『ホワイトナイト』を「無意識に自身が生み出した新作のアイデア」だと思い込み、読切の執筆にとりかかる。書き上げた新作は編集長の目に留まり、連載の打診を受ける。だが、帰宅したアパートには、その後も転送され続けていた「大量の未来ジャンプ」が積み上げられていた……。
自分のアイデアだと思っていた物が「盗作」だと気付いた哲平は、新担当の宗岡に連載しないことを告げるが、『ホワイトナイト』の連載を待っているファンのため、そして未来の『ホワイトナイト』の誕生を奪ってしまった贖罪のため、ホワイトナイトを自作として発表し続ける事を決意する。
連載会議により連載決定した直後、漫画家デビューを目指して『ホワイトナイト』を描きためていた、本来の作者である女子高生 藍野 伊月が、哲平の前に現れる。その後、伊月は哲平のアシスタントとして、制作に関わるようになる。
アニメ化が決定し、すべてが順調に進んでいるかに思われたある日、それまで毎週届いていた「未来のジャンプ」の転送が行われず、翌週に届いた未来のジャンプには「アイノイツキ訃報」の告知が掲載され、タイムマシンから「ホワイトナイトを継続して、イツキチャンを救って」とメッセージが届く。(1巻まで)
連載デビューした伊月は、ホワイトナイトを押さえて1位を勝ち取るようになる。しかし、アシスタントを使わずに連載を続けていた伊月は、過労死してしまう。『時空の狭間』に呼ばれた哲平は、そこで自分が「伊月の死を止めるためのヒーロー役」であったと説明される。
哲平は『時空の狭間のロボット』に、時を止めてもらった世界で漫画を執筆できるようにしてもらい、無限の時間を使ってアイノイツキの作品に勝とうとする。769日後には全194話のネームが完成するも、それに納得できなかった哲平は、最終的に12472日で18回も描き直しを続けて、『ホワイトナイト』を完成させる。

## 登場人物
佐々木 哲平（ささき てっぺい）
本作の主人公で、漫画家志望の24歳。新人賞を取ったものの、新作に悩み編集にボツを食らう日々を過ごしている。自宅の電子レンジへと転送されてきた『10年後の週刊少年ジャンプ』に掲載されていた「ホワイトナイト」を盗作する事で、数奇な運命に巻き込まれる。
藍野 伊月（あいの いつき）
「ホワイトナイト」の本来の作者と目される少女。未発表・未完成の自作が少年ジャンプに掲載された事を契機に上京、一時は哲平を詰問するも、その後は哲平のアシスタントとなる。タイムマシンに纏わる事象は漫画制作に傾倒するあまり、命を落としてしまう運命にある彼女を救うために行われていた事だった。
編集長
哲平のホワイトナイトの読切りを読み、その面白さに連載にすることを即決する。
宗岡 (むねおか)
哲平の二代目編集者。
菊瀬（きくせ）
哲平の初代担当編集者。哲平の持ち込みを没にし続けていたが、ホワイトナイトを一読しただけで本当に哲平が描いたのか、疑問を持つ程度には哲平の作風を理解していた。

## 書誌情報
- 市真ケンジ（原作）・伊達恒大（作画）『タイムパラドクスゴーストライター』集英社〈ジャンプ・コミックス〉、全2巻
  1. 「週刊時空をジャンプ!」 2020年8月4日発売[1]、ISBN 978-4-08-882384-3
  2. 「Writer」  2020年10月2日発売[2]、ISBN 978-4-08-882431-4